# Helmut Hirsch (Historiker)
Helmut Hirsch (* 2. September 1907 in Barmen; † 21. Januar 2009 in Düsseldorf) war ein deutscher Historiker und Autor.

## Leben
Helmut Hirsch war ein Sohn der Hedwig Hirsch und des Kaufmanns Emil Hirsch, der von 1919 bis 1924 als SPD-Mitglied Stadtverordnetenvorsteher in Barmen war. Hirsch gehörte in Elberfeld eine Zeit lang dem jüdischen Wanderbund Blau-Weiß an. Ab 1928 studierte er in München das Fach Theaterwissenschaft, dann 1929 Zeitungswissenschaft in Berlin, 1930 Philosophie in Bonn und von 1930 bis 1932 Kunstgeschichte und ebenfalls Zeitungswissenschaft in Leipzig. Seine Dissertation über Karl Friedrich Köppen konnte Hirsch aus politischen Gründen nicht mehr einreichen. Sein Studium brach er 1933 ab – nach der Machtergreifung der Nationalsozialisten – und flüchtete ins damalige Saargebiet. Seine erste Ehefrau Eva Buntenbroich-Hirsch folgte ihm nach. Das Ergebnis der Saarabstimmung veranlasste das Ehepaar schließlich 1935 zur Flucht über die Grenze bei Straßburg nach Frankreich. In Paris arbeitete Hirsch als Journalist für die Wochenzeitschrift Westland und ab 1936 für die Filiale des Internationalen Instituts für Sozialgeschichte (IISG). Er benutzte zu dieser Zeit auch das Pseudonym H. Bichette. 1938 wurde Hirsch Redakteur der Zeitschrift Ordo. Zugleich war er – gemeinsam mit Rudolf Leonhard und Maximilian Scheer – im Pariser Aktionsausschuß für Freiheit in Deutschland tätig. 1938 wurde er Sekretär des „Comité Juif d'Ètudes Politiques.“
Als deutscher Flüchtling wurde er 1939 interniert, ein Jahr später jedoch zur französischen Armee eingezogen. Dank eines Notvisums, das Hubertus Prinz zu Löwenstein beschafft hatte, konnte sich das Ehepaar Hirsch am 21. Juni 1941 nach New York retten. Sein amerikanisches Exil begann Helmut Hirsch als Lagerarbeiter in Chicago. Das in Deutschland begonnene Studium setzte er 1942 an der University of Chicago fort und beendete es 1945 mit dem Ph.D. in den Fächern Geschichte und Germanistik. Danach lehrte er von 1945 bis 1957 Europäische Geschichte am von ihm mitgegründeten Chicagoer Roosevelt College, der späteren Roosevelt University, wo er den Titel eines Associate Professor erhielt.
1957 kehrte Helmut Hirsch nach Deutschland zurück. Mit Hilfe einer Fürsprache von Johannes Rau gelang Helmut Hirsch die Übernahme von Lehraufträgen von 1958 bis 1971 an der Düsseldorfer Verwaltungs- und Wirtschaftsakademie. Von 1972 bis 1977 lehrte Hirsch als Honorarprofessor für Politikwissenschaft an der Gesamthochschule Duisburg. 1988 verlieh die Karl-Marx-Universität Leipzig den Titel „Dr. phil.“ an Hirsch für seine Arbeit von 1933. Hirsch war Mitglied des P.E.N.-Zentrums Deutschland. Seit 1993 litt Hirsch am grauen Star. An seinem 100. Geburtstag ehrte ihn seine Geburtsstadt mit einem Empfang. Kurz darauf erkrankte er schwer und verstarb am 21. Januar 2009 in seiner Düsseldorfer Wohnung Kleiansring 48. Seine Frau Marianne verstarb am 22. Februar 2010 in Düsseldorf.
Ein Großteil des schriftlichen Nachlasses befindet sich im Leo Baeck Institut, New York. Ein weiterer Teil des Nachlasses liegt seit 2010 im Deutschen Exilarchiv in der Deutschen Nationalbibliothek.

## Ehrungen
- 1974: Eduard von der Heydt-Kulturpreis
- 1978: Bundesverdienstkreuz Erster Klasse
- 1980: Saarländischer Verdienstorden[7]
- 1988: Verdienstorden des Landes Nordrhein-Westfalen[8]
- 1993: Cantador-Medaille der Düsseldorfer Gesellschaft für Rechtsgeschichte[9]

## Schriften (Auswahl)
Wichtige Werke veröffentlichte Helmut Hirsch vor allem zur deutschen Sozialgeschichte sowie eine große Zahl von Biografien:
- Karl Friedrich Köppen – der intimste Berliner Freund Marxens. In: IISG (Hrsg.): International Review of Social History, Heft 1, Leiden 1936 (Fassung der in Deutschland nicht eingereichten Dissertation).
- Marx i Paris. In: Metalarbetaren 1938. Nr. 19.
- Early days in West Belleville, Illinois. In: American-German Review. June 1943.
- Mesmerism and revolutionary America. In: American-German Review. October 1943.
- Theodor Erasmus Hilgard, Ambassador of Americanism. In: Journal of the Illinois State History Society. June 1944.
- Jean Jaurès as historian, Laramie (Wyoming), 1944.
- The History of the Saar Territory.  Dissertation an der University of Chicago, 1945.
- Amerika, Du Morgenröte. Verse eines Flüchtlings (1939–1942). Willard, New York 1947.
- Marx und das religiöse Opium. In: Geist und Tat. August 1950.
- Die beiden Hilgards. Ein biographischer Beitrag zur Geschichte der achtundvierziger Revolution und des Deutschamerikanertums, Karlsruhe (?) 1950.
- Karl Marx als Publizist. In: Beiträge zur Zeitungswissenschaft. Festgabe für Karl d’Ester zum 70. Geburtstage von seinen Freunden und Schülern, Münster: Aschendorff 1952, S. 143–150.
- Die Saar in Versailles. Die Saarfrage auf der Friedenskonferenz von 1919. Röhrscheid, Bonn 1952.
- Die Saar von Genf. Die Saarfrage während des Völkerbundregimes von 1920–1935. Röhrscheid, Bonn 1954.
- Denker und Kämpfer. Gesammelte Beiträge zur Geschichte der Arbeiterbewegung. Europäische Verlagsanstalt, Frankfurt/Main 1955.
- Anne Henecka – Bildhauerin, Wuppertal 1959.
- Ferdinand Lassalle. Eine Auswahl für unsere Zeit. Schünemann, Bremen 1963.
- Eduard Bernstein. Ein revisionistisches Sozialismusbild. Drei Vorträge. J. H. W. Dietz Verlag Nachf., Hannover 1966.
- Friedrich Engels in Selbstzeugnissen und Bilddokumenten. (Gewidmet Maximilian Rubel). Rowohlt, Reinbek 1968 ISBN 3-499-50142-2.
- August Bebel. Sein Leben in Dokumenten, Reden und Schriften. Mit einem Geleitwort von Willy Brandt. Kiepenheuer & Witsch, Köln 1968.
- Rosa Luxemburg mit Selbstzeugnissen und Bilddokumenten. (Gewidmet Paul Frölich und Peter Nettl). Rowohlt,  Reinbek 1969 ISBN 3-499-50158-9.
- Eduard Bernsteins Briefwechsel mit Friedrich Engels. Van Gorcum, Assen 1970 ISBN 90-232-0715-7.
- Helmut Hirsch (Hrsg.): Profile. Friedrich Engels. Eine Auslese aus seinen Werken und Briefen. Mit einem Geleitwort von Johannes Rau. Hammer, Wuppertal-Barmen 1970.
- Lehrer machen Geschichte. Das Institut für Erziehungswissenschaften und das Internationale Schulbuchinstitut. Ein Beitrag zur Kontinuitätsforschung. Henn, Ratingen 1971.
- Experiment in Demokratie. Zur Geschichte der Weimarer Republik. Hammer, Wuppertal 1972.
- August Bebel. Pionier unserer Zeit. Nachrichtenamt, Köln 1973.
- Moses Hess. Vorkämpfer der Freiheit. Nachrichtenamt, Köln 1975.
- Karl Ludwig Bernays und die Revolutionserwartung vor 1848 – dargestellt am Mordfall Praslin.  Trier 1976 Schriften aus dem Karl-Marx-Haus Heft 17.
- Robert Blum. Märtyrer der Freiheit. Kölner Biographien Bd. 8. Nachrichtenamt, Köln 1977.
- Der „Fabier“ Eduard Bernstein. Zur Entwicklungsgeschichte des evolutionären Sozialismus. Dietz, Berlin 1977.
- Freiheitsliebende Rheinländer. Neue Beiträge zur deutschen Sozialgeschichte. Karl Ludwig Bernays, Friedrich Albert Lange, Ferdinand Lassalle, Moses Hess, August Bebel, Karl Marx, Friedrich Engels, Carl Heinrich Marx, Robert Blum. Econ, Düsseldorf 1977.
- Marx und Moses. Karl Marx zur „Judenfrage“ und zu Juden. Peter Lang, Frankfurt a. M., Bern, Cirencester/UK 1980 (Johann Maier (Hrsg.): Judentum und Umwelt 2).
- Sophie von Hatzfeldt in Selbstzeugnissen, Zeit- und Bilddokumenten. Schwann, Düsseldorf 1981, ISBN 3-590-34101-7.
- Helmut Hirsch, Hans Pelger: Ein unveröffentlichter Brief von Karl Marx an Sophie von Hatzfeldt. Zum Streit mit Karl Blind nach Ferdinand Lassalles Tod. Trier 1983 (Schriften aus dem Karl-Marx-Haus Heft 27).
- Amerikanische Aspekte in Leben und Werk von Karl Marx. Vortrag im Haus des Corps Palatia zu Bonn am 3. Mai 1983. Hrsg.von Herman Lohausen. Kalkumer Verlag, Düsseldorf 1986.
- Bettine von Arnim mit Selbstzeugnissen und Bilddokumenten. Rowohlt, Reinbek 1987.
- Siegfried Thalheimer und die „Düsseldorfer Lokal-Zeitung“. Eine Emigrations- und Remigrationsstudie. In: Düsseldorfer Jahrbuch. 63 (1991) S. 167–186.
- Helmut Hirsch, Marianne Hirsch: Nicht nur die Frau an Carl Schurz' Seite. Margarethe Meyer-Schurz. o. O. 1993.
- Onkel Sam’s Hütte. Autobiographisches Garn eines Asylanten in den USA. (Geleitwort: Lew Kopelew). Universitätsverlag, Leipzig 1994 ISBN 3-929031-55-8.
- Freund von Heine, Marx, Engels und Lincoln. Eine Karl-Ludwig-Bernays-Biographie. Mit einer Genealogie der Familie Bernays von Marianne Hirsch und René Loeb sowie einem Nachwort von Lars Lambrecht. Peter Lang,  Frankfurt/Main 2002 (Forschungen zum Junghegelianismus 6) ISBN 3-631-34695-6.

## Quelle
- Helmut Hirsch (Biografie) In: Exil-Archiv